# Лепіх Ярослав Ілліч
Ярослав Ілліч Лепіх (*28 квітня 1947) — учений-фізик. Заслужений діяч науки й техніки України, доктор фізико-математичних наук, професор. Академік АН ВШ України з 2010 року.

## Біографія
Народився на Тернопільщині. З часу закінчення в 1970 р. інженерно-фізичного факультету Одеського політехнічного інституту працював у науковій сфері в установах Академії наук СРСР, УРСР, у галузевій і вузівській науці. Працював у Сухумській філії Акустичного інституту АН СРСР, потім в Одеському відділенні Інституту математики АН УРСР, після цього — у НДТІ «Темп» та СКТБ «Елемент» Мінпромполітики України. З 2001 р. — в Одеському національному університеті ім. І. І. Мечникова завідувачем науково-дослідної лабораторії, а з 2008 р. — директором Міжвідомчого науково-навчального фізико-технічного центру МОН та НАН України. В 1985 р. після аспірантури в Інституті радіотехніки та електроніки АН СССР захистив кандидатську, а у 2001 р. після докторантури в ОНУ ім. І. І. Мечникова — докторську дисертації.

## Наукова діяльність
Основні наукові інтереси перебувають на стику кількох наукових напрямів. Це — фізична акустика, акустика твердого тіла, фізика і технологія напівпровідників і діелектриків та сенсорика. Розробив ряд нових концептуальних наукових підходів до створення датчиків нового покоління на основі теоретичних і експериментальних досліджень акустоелектронних і адсорбційних явищ при поширенні поверхневих акустичних хвиль (ПАХ) у шаруватих структурах і нових функціональних матеріалах. Ряд результатів досліджень мають пріоритетний характер. До таких, зокрема, належить ідея використання кутової залежності фазової швидкості поширення ПАХ Релея в кристалічних п'єзоелектриках і безконтактного збудження і детектування ПАХ для керування характеристиками пристроїв на ПАХ. Брав участь у формуванні державних науково-технічних програм. Був членом Координаційної ради Державної науково-технічної «Програми розвитку найбільш конкурентоспроможних напрямків мікроелектроніки в Україні», член секції Наукової ради Державної програми «Нанотехнології та матеріали».
Автор понад 250 публікацій у тому числі 2 монографій, 25 авторських свідоцтв та патентів на винаходи, 6 навчальних посібників, з яких 2 з грифом МОН України.
Заступник голови секції «Сенсорна електроніка» Наукової ради НАН України з проблеми «Фізика напівпровідників і напівпровідникові пристрої», член двох спеціалізованих рад із захисту докторських і кандидатських дисертацій (Д 41.051.01, Д 26.199.01), заступник головного редактора науково-технічного журналу «Сенсорна електроніка і мікросистемні технології», член редколегії Міжнародного науково-технічного журналу «Оптико-електронні інформаційно-енергетичні технології».

## Відзнаки
- Заслужений діяч науки і техніки України (2015) — за вагомий особистий внесок у розвиток національної освіти, підготовку висококваліфікованих спеціалістів, багаторічну плідну науково-педагогічну діяльність та з нагоди 150-річчя заснування Одеського національного університету імені І. І. Мечникова[1].
- Державна премія України в галузі науки і техніки (2011) — за роботу «Мікроелектронні датчики нового покоління для інтелектуальних систем» (у складі колективу)[2].
- Нагороджений знаком Міністерства освіти й науки України «За наукові досягнення» (2007) та почесною грамотою Президії НАН України.
- Голова Одеського обласного відділення АН ВШ України (з 2010 р.).
- Член бюро Координаційної ради Українського фізичного товариства.